# Ómajor
Ómajor (szlovákul: Majere, korábban Starý-Majer/Vyšné Sváby, németül: Alte-Meierei) község Szlovákiában, az Eperjesi kerületben, a Késmárki járásban.

## Fekvése
Késmárktól 39 km-re északra, Szepesófalutól 2 km-re északkeletre, a Dunajec jobb partján, a lengyel határ mellett fekszik.

## Története
A település a 14. és 18. század között fejlődött ki a vöröskolostori uradalom területén. 1568-ban „Antiquum allodium vulgo Ztharv Mayor” néven említik először. A 18. századig Vöröskolostorhoz tartozó major volt. A kolostor II. József rendelete alapján történt megszüntetése után a major is lakatlan lett.
A falut az 1786-ban idetelepített württembergi németek alapították. 1828-ban 8 házában 82 lakos élt, akik főként mezőgazdasággal foglalkoztak.
Fényes Elek 1851-ben kiadott geográfiai szótárában így ír a faluról: „Ó-Major, falu, Szepes vmegyében, Leibniczhez tartozik.”
A trianoni diktátumig Szepes vármegye Szepesófalui járásához tartozott.

## Népessége
| Év:            | 1994. | 2004.   | 2014.    | 2024.    |
| -------------- | ----- | ------- | -------- | -------- |
| Emberek száma: | 81    | 83      | 98       | 130      |
| Eltérés:       |       | +2,46 % | +18,07 % | +32,65 % |

| Év:            | 2023. | 2024. |
| -------------- | ----- | ----- |
| Emberek száma: | 125   | 130   |
| Eltérés:       |       | +4 %  |

1910-ben 95, többségben szlovák lakosa volt, jelentős német kisebbséggel.
2001-ben 77 lakosából 75 szlovák volt.
2011-ben 88 lakosából 83 szlovák.